# Morog
Morog, dit aussi Denis Morog, pseudonyme de Jean-Paul Delhumeau, est un sculpteur, graveur et peintre français né à Neuilly-sur-Seine le 3 décembre 1922 et mort à Auxerre le 1er septembre 2003.

## Biographie
Tout au long de sa carrière, il a été sollicité pour ses panneaux et sculptures en béton par des architectes célèbres comme Jacques Perrin-Fayolle (campus de La Doua et bibliothèque de la Part-Dieu), Maurice Novarina (centre culturel de Bonlieu et Palais de Justice à Annecy) ou Roger-Martin Barade (hôtel de région de Bourgogne).

## Œuvres

### Sculpture
- L'Aveugle (1953)[1] ;
- Le Hibou (1953)[2] ;
- Le Rendez-vous (1953)[3] ;
- La Fête de nuit (1958)[4] ;
- Les Saltimbanques (1958)[5] ;
- Oiseaux (1958)[6].

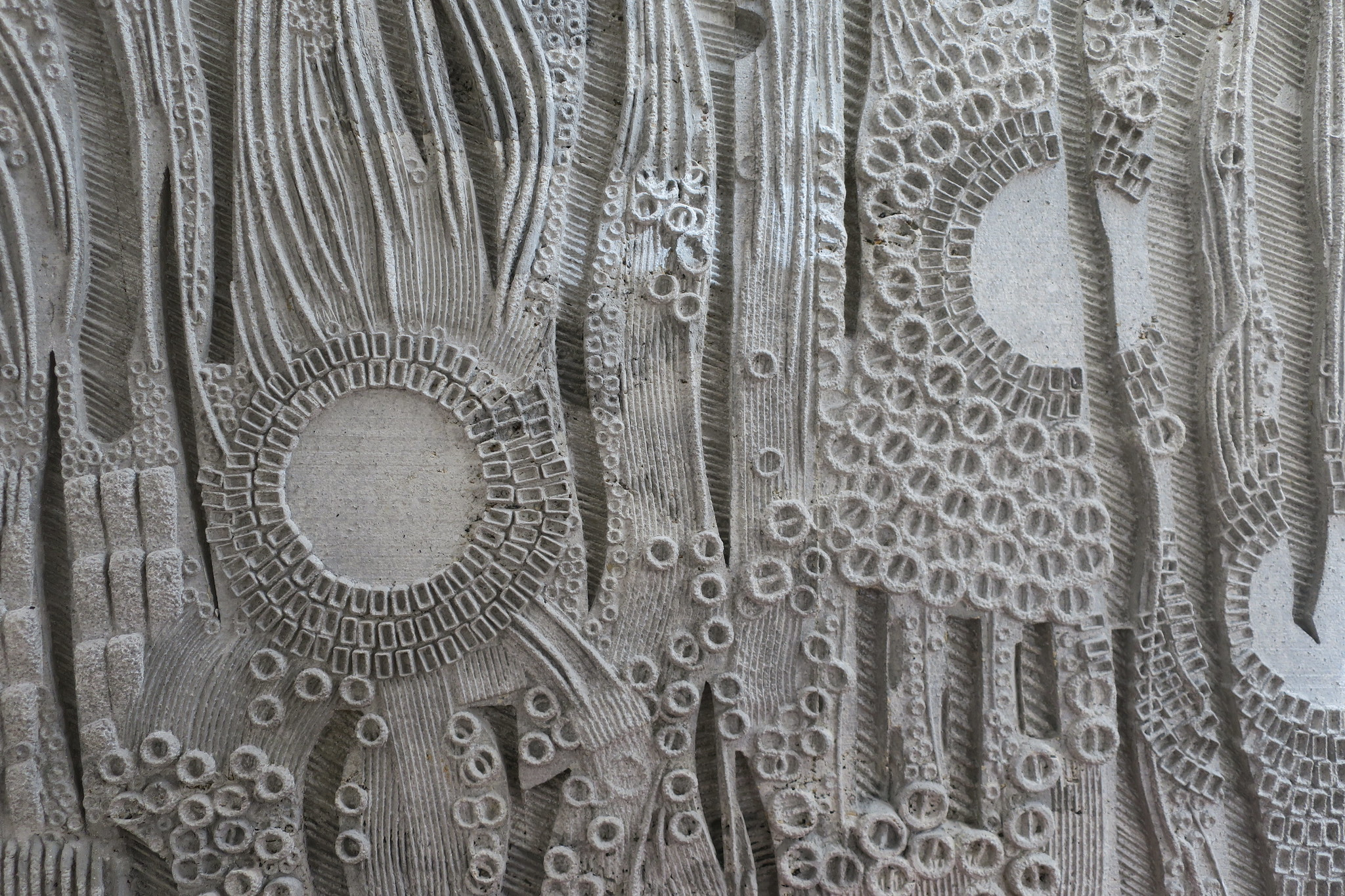
Bibliothèque François Villon à Paris, sculpture de Morog ornant l'escalier principal (détail).

- Morog est aussi l'auteur de plusieurs bas-reliefs en béton sur le campus de La Doua de Villeurbanne ainsi que d'autres œuvres à Lyon et dans ses environs, Le Puy-en-Velay (murs extérieurs de l'hôtel de police et rue des Tanneries), Dijon (hôtel de région), Saint-Étienne, Annecy, Marseille, Sèvres, Tavaux, Lille, Epernon et Lille[7].

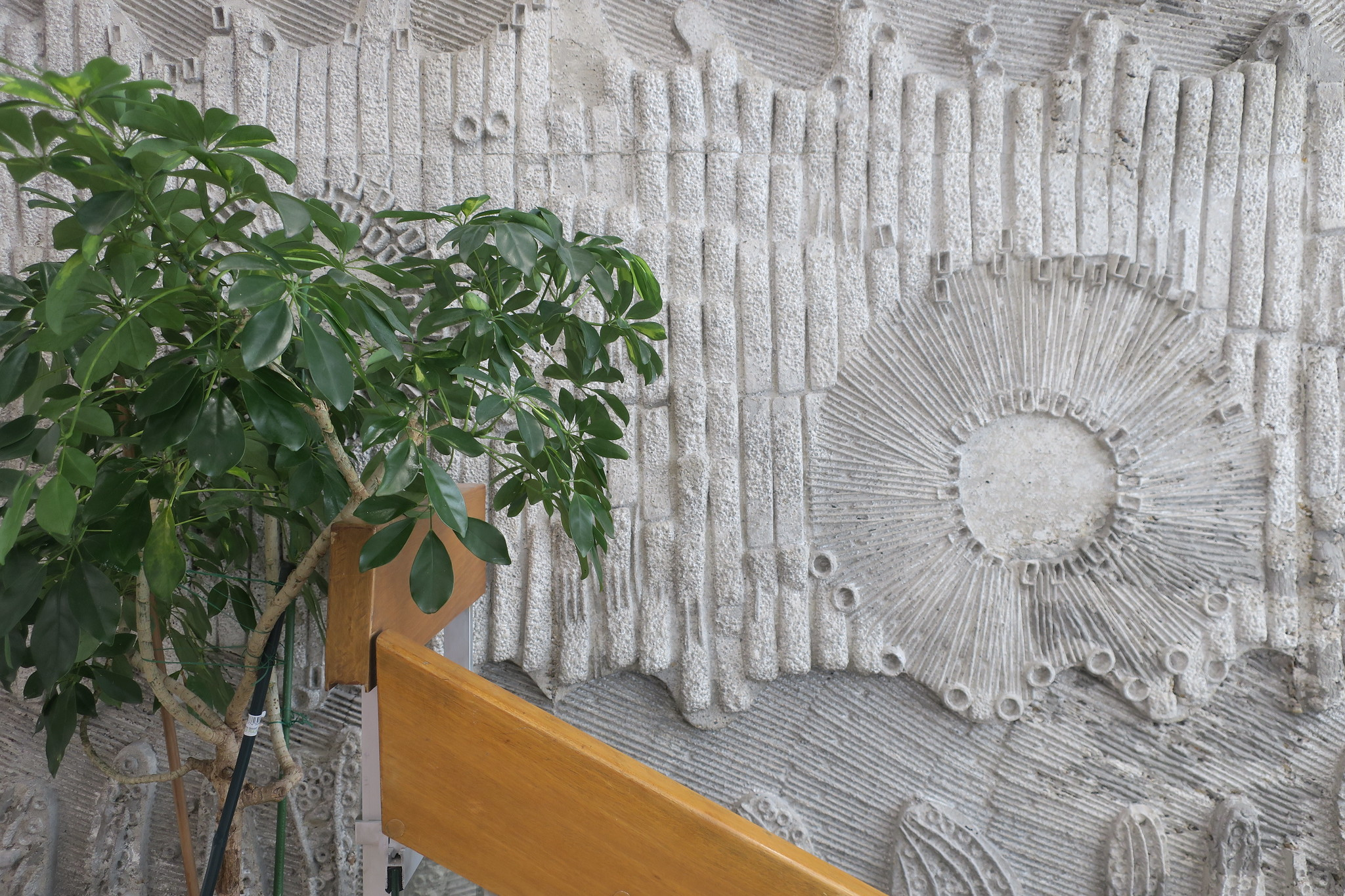
Bibliothèque François Villon à Paris, sculpture de Morog décorant l'escalier principal (détail).

- Bibliothèque François Villon à Paris, sculpture de Morog décorant l'escalier principal (détail).L'escalier principal de la bibliothèque François Villon, 81 boulevard de la Villette, à Paris, est embelli par une fresque en béton de Morog.

#### Sculptures lyonnaises
À Lyon et alentours, les principales œuvres de Morog sont situées :
- dans la salle des pas perdus du nouveau palais de justice de Lyon,
- sur la façade de l'hôpital cardiovasculaire à Lyon,
- dans le hall de la bibliothèque municipale de Lyon, à la Part-Dieu (1970),
- sur la façade du bâtiment administratif du complexe d'épuration des eaux de Pierre-Bénite,
- sur la façade de l’École Nationale des Travaux Publics de l’État à Vaulx-en-Velin,
- sur la façade de l'Institut de Physique des 2 Infinis, sur le campus de la Doua à Villeurbanne,
- sur la façade de l'hôtel des douanes à Villeurbanne (1972).
- sur la façade[8], rue Raulin, de la Maison de l'Orient et de la Méditerranée Jean-Pouilloux.

### Publication
- Le beau béton, 1981[9].
- Art et matières, 2001[10].

#### Citation
« Le béton, objet d’études approfondies, est l’élément majeur de la plupart des constructions. Docile, il sait prendre toutes les formes et participer aux réalisations les plus hardies. Des progrès considérables ont été réalisés quant à son aspects. Matériau d’innovations, il s’adapte à tous les problèmes ; on peut penser béton et couleurs, on peut penser béton léger, béton lourd, béton œuvre d’art, béton poli, béton rugueux. Le beau béton, cela existe… »
Le beau béton.

### Cinéma
Jean-Paul Delhumeau joue un rôle secondaire dans Un condamné à mort s'est échappé de Robert Bresson.